# Снежицовы-Яр (заповедник)
Заповедник «Снежицо́вы-Яр» (пол. Śnieżycowy Jar) — заповедник в Польше на территории гмины Мурована-Гослина Познанского повята Великопольского воеводства, Польша. Располагается на территории лесничества «Ухорово» поблизости ландшафтного парка «Пуща-Зелёнка».

## История
Заповедник был создан в 1975 году решением польского Министерства лесного хозяйства и деревообрабатывающей промышленности для охраны редкого растения белоцветника весеннего (Leucoium vernum). Первоначально площадь заповедника составляла 2,89 гектаров. После постепенного увеличения ареала белоцветника весеннего площадь заповедника была увеличена до 9,27 гектаров с буферной зоной площадью 8,84 гектаров.

## Описание
Белоцветник весенний произрастает в подлеске на берегу протекающего по заповеднику ручья, который впадает в крутой овраг. Предполагается, что белоцветник весенний был здесь посажен человеком в конце XIX века.
На территории заповедника произрастают около 20 видов деревьев и кустарников, в том числе Дуб красный, Тополь белый, Клён полевой, Клён белый и вяз. Возраст древостоя составляет от 20 до 120 лет.
Границами заповедника являются пеший туристический маршрут, который начинается в сёлах Старчаново или Ухорово и конный маршрут под названием «Вильчи-шляк».

## Галерея

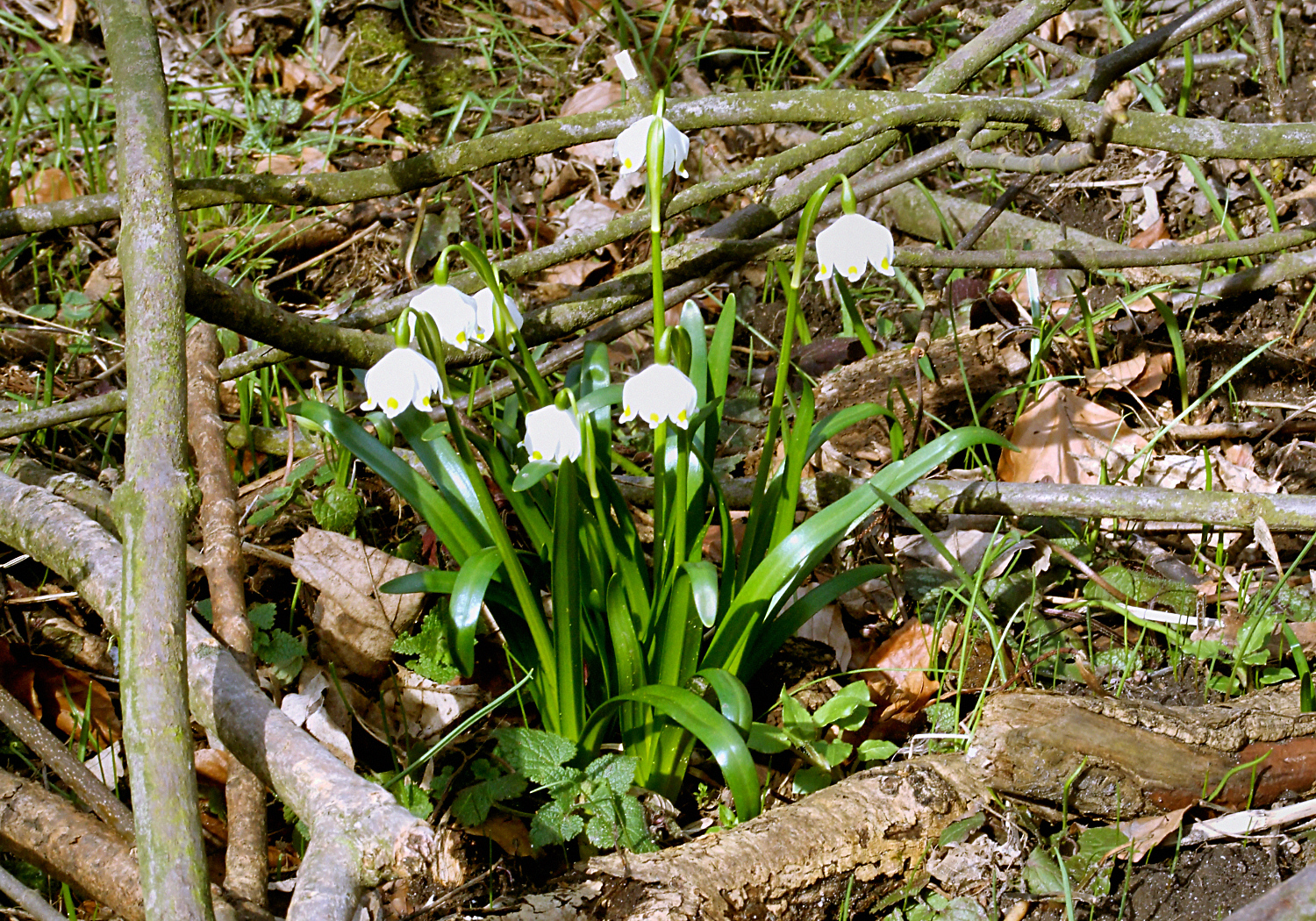
Белоцветник весенний
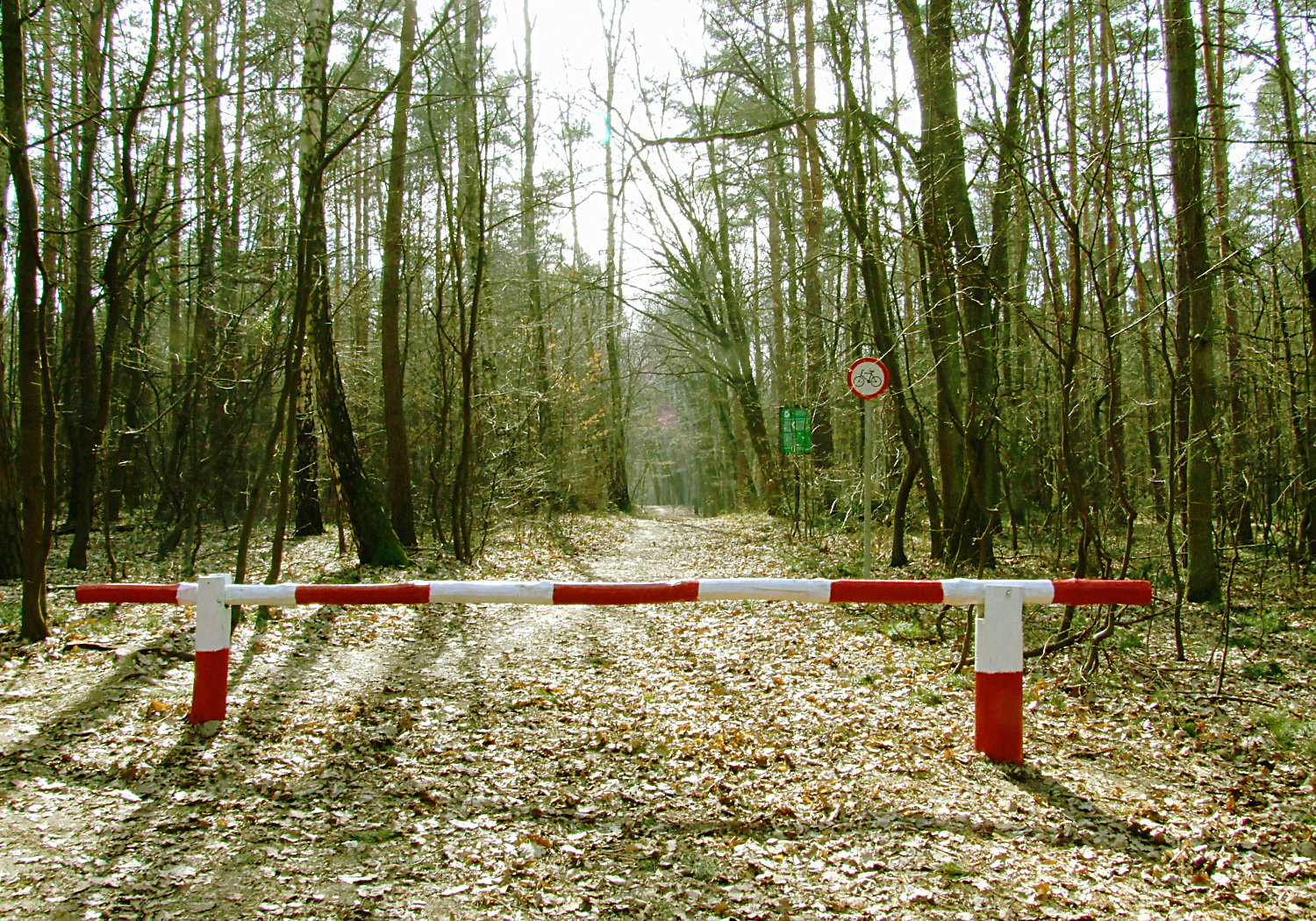
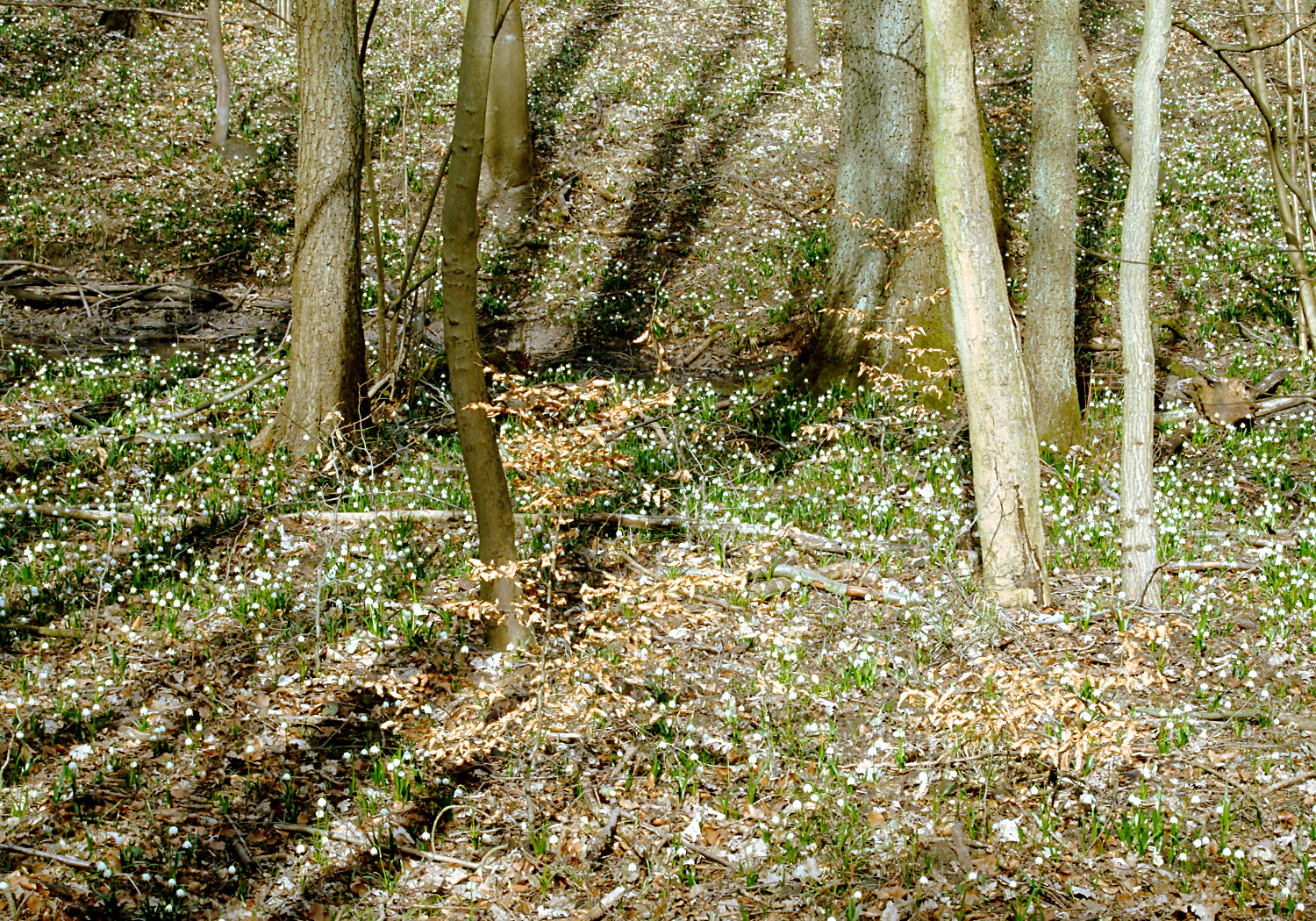
Цветение белоцветника весеннего

## Источник
- Słownik krajoznawczy Wielkopolski, PWN, 1992, стр.90, ISBN 83-01-10630-1